# Humble (Texas)
Humble é uma cidade localizada no estado norte-americano do Texas, no Condado de Harris.

## Demografia
Segundo o censo norte-americano de 2000, a sua população era de 14.579 habitantes.
Em 2006, foi estimada uma população de 14.927, um aumento de 348 (2.4%).

## Geografia
De acordo com o United States Census Bureau tem uma área de 25,6 km², dos quais 25,6 km² cobertos por terra e 0,0 km² cobertos por água. Humble localiza-se a aproximadamente 20 m acima do nível do mar.

## Localidades na vizinhança
O diagrama seguinte representa as localidades num raio de 20 km ao redor de Humble.